# 萨西 (卡尔瓦多斯省)
萨西（法語：Sassy，法語發音：[sasi] ⓘ）是法国卡尔瓦多斯省的一个市镇，属于卡昂区。

## 地理
萨西（48°59'4"N, 0°8'20"W）面积9.56 平方千米，位于法国诺曼底大区卡爾瓦多斯省，该省份为法国西北部沿海省份，北濒大西洋英吉利海峡，东北与滨海塞纳省以海上边界相接，东临厄尔省，南至奧恩省，西与芒什省接壤。
与萨西接壤的市镇（或旧市镇、城区）包括：埃尔讷、迈济耶尔、奥朗东、乌伊勒泰松、佩里耶尔、鲁夫尔、旺德夫尔。

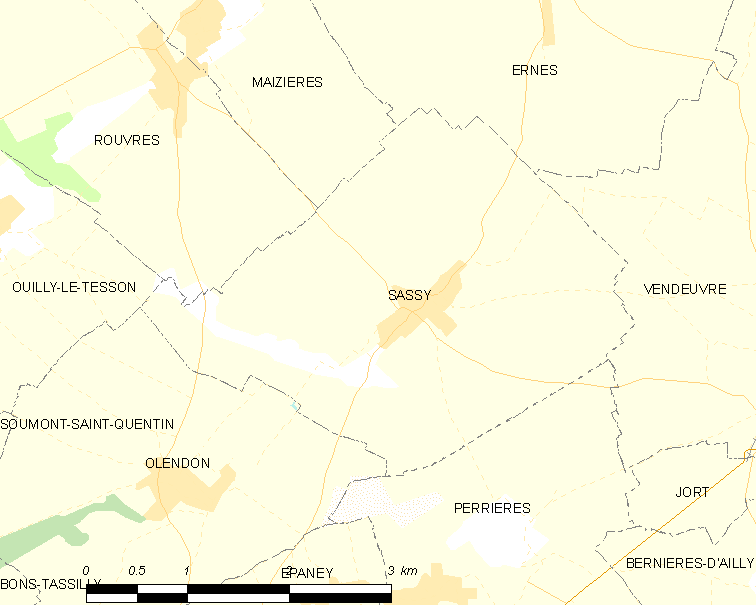
的OSM定位图

萨西的时区为UTC+01:00、UTC+02:00（夏令时）。

## 行政
萨西的邮政编码为14170，INSEE市镇编码为14669。

## 政治
萨西所属的省级选区为法莱斯县。

## 人口

1962-2008年间人口变化图示

萨西于2022年1月1日时的人口数量为212人。